# Ilusión de Verano
Ilusión de Verano es una película independiente española de género road movie y drama de 2025, escrita y dirigida por Alex Comas. Está protagonizada por Jordi Banacolocha, Claud Hernández y Marc Pineda. Se estrenó en cines españoles el 6 de marzo de 2025, con distribución de Rescat Films.
Se trata de la ópera prima del director Alex Comas, y el debut en la actuación de Claud Hernández y Marc Pineda.

## Sinopsis
Hacia el final del verano, una joven pareja, Eric y Anna, toma la drástica decisión de huir de casa y embarcarse en un viaje sin un destino concreto. Lo que inicialmente parece un viaje liberador pronto se convierte en algo opresivo. Mientras avanzan por el paisaje desolado, los momentos de libertad se ven opacados por el miedo a lo desconocido, poniendo en duda su relación y el propósito de su huida. Una reflexión sobre la fuga, la búsqueda de identidad y las sombras de la libertad.

## Reparto
- Claud Hernández - Anna
- Marc Pineda - Eric
- Jordi Banacolocha - Alan
- Helena de la Torre - Helena (guitarrista)
- Berta Sánchez - Clara
- Jara Camarasa - Lucía
- Leo Bleicher - Niño cala
- Marlon Bleicher - Niño flashback
- Paola Soliva - Laura (chica piscina)
- Roser Boladeras - Vecina flashback

## Producción
El rodaje de Ilusión de Verano tuvo lugar entre finales de agosto e inicios de septiembre de 2023, en distintas localidades de Cataluña (la Costa Brava y Osona).

## Crítica
Eric y Anna no huyen de la policía, huyen de algo peor, crecer. Con la energía de quien roba cervezas y la inocencia de quien cree que un mapa viejo los salvará, se topan con Alan, un señor que lleva más equipaje emocional que ropa en su maleta. Juntos, forman un trío disparejo, él busca una playa perdida como quien busca la última página de su libro, ellos buscan no convertirse en sus padres.
Ilusión de Verano es un road movie donde el verdadero destino no está en el GPS, sino en las charlas bajo las estrellas y las paradas en gasolineras que huelen a café quemado. El mayor giro que ofrece la trama es que a veces, escapar es la mejor forma de quedarse quieto.
Alex Comas dirige como si sostuviera un reloj de arena en vez de una cámara, cada plano es un suspiro, carreteras infinitas, atardeceres que se derriten como helado en agosto y silencios que pesan más que una mochila llena de dudas.
Comas opta por una narrativa pausada, con una dirección que enfatiza el paisaje como reflejo del estado emocional de los personajes, eso sí, si buscas acción explosiva, aquí lo que estalla es el corazón a cámara lenta.
Marc Pineda y Claud Hernández son como esos influencers de viajes que descubren que la vida no tiene filtros, transpiran verano por los poros, risas nerviosas, miradas que dicen "¿y ahora qué?" y una química que es lo mejor de Ilusión de verano.
Jordi Banacolocha es el contrapunto perfecto, aporta profundidad y melancolía, ofreciendo una actuación con peso emocional. La dinámica entre los tres personajes funciona bien, generando momentos de complicidad, choque generacional y reflexión.
La cámara de Alex Comas es un testigo discreto, captura el polvo en el salpicadero y las sombras alargadas al atardecer. La fotografía, con sus tonos dorados y cielos azulados, parece filtrado por la nostalgia.

La banda sonora es un susurro, guitarras que rasgan como grillos, pianos que llueven en secreto, hasta el sonido del motor es importante, traquetea, tose y a veces se queda sin aliento, como los propios protagonistas.
—Cinemagavia, por Pablo Veiga Carpintero
La película fue candidata a los Premios de la Academia del Cine Catalán, los Premis Gaudí de 2025. Pero no pasó a las nominaciones finales.